# Élections sénatoriales de 2023 dans l'Oise
Les élections sénatoriales dans l'Oise ont lieu le dimanche 24 septembre 2023. Elles ont pour but d'élire les quatre sénateurs représentant le département au Sénat pour un mandat de six années.

## Contexte départemental
Lors des élections sénatoriales de 2017, la droite remporte 3 sièges en en prenant un à la gauche qui n'en conserve qu'un seul.
Lors des élections municipales de 2020, la droite et la gauche gardent les villes déjà acquises tandis que la majorité présidentielle centriste peine à se démarquer. Seul changement notoire, Noyon est perdue par le centre au profit de la droite.
Lors élections départementales de 2021, la droite conserve le département et remporte deux cantons supplémentaires au détriment du RN qui perd tous ses sièges. La gauche conserve 4 cantons.
Lors des élections législatives de 2022, le RN arrive en tête et remporte 3 sièges, suivi par LR qui en conservent 3 et LREM qui n'en conserve qu'un.

## Sénateurs sortants
| Sénateur | Sénateur           | Parti | Fonctions lors de l'élection en 2017 |
| -------- | ------------------ | ----- | ------------------------------------ |
|          | Laurence Rossignol | PS    | Sénatrice sortante                   |
|          | Édouard Courtial   | LR    | Président du conseil départemental   |
|          | Jérôme Bascher     | LR    | Conseiller départemental             |
|          | Olivier Paccaud    | LR    | Conseiller départemental             |

## Présentation des listes et des candidats

### Liste Rassemblement national conduite par Mylène Troszczynski
| N° | Candidats | Candidats           | Parti | Nuance | Principales fonctions                   |
| -- | --------- | ------------------- | ----- | ------ | --------------------------------------- |
| 1  |           | Mylène Troszczynski | RN    | RN     |                                         |
| 2  |           | David Magnier       | RN    | RN     | Conseiller municipal de Beauvais        |
| 3  |           | Isabelle Lescalle   | RN    | RN     | Conseillère municipale de Lavilletertre |
| 4  |           | Jean-Jacques Adoux  | RN    | RN     | Maire du Hamel                          |
|    |           |                     |       |        |                                         |
| 5  |           | Nathalie Jorand     | RN    | RN     |                                         |
| 6  |           | Philippe Boitel     | RN    | RN     | Adjoint au maire de Mondescourt         |

### Liste Les Républicains conduite par Jérôme Bascher
| N° | Candidats | Candidats              | Parti | Nuance | Principales fonctions                                      |
| -- | --------- | ---------------------- | ----- | ------ | ---------------------------------------------------------- |
| 1  |           | Jérôme Bascher         | LR    | LR     | Sénateur sortant, conseiller départemental                 |
| 2  |           | Sophie Mercier         | SE    | DVD    | Maire de Remy                                              |
| 3  |           | Denis Pype             | SE    | DVD    | Conseiller départemental et régional                       |
| 4  |           | Sandrine de Figueiredo | UDI   | UDI    | Conseillère départementale, adjointe au maire de Compiègne |
|    |           |                        |       |        |                                                            |
| 5  |           | Laurent Desmesliers    | SE    | DVD    | Maire de Trie-Château                                      |
| 6  |           | Brigitte Lefebvre      | LR    | LR     | Conseillère départementale                                 |

### Liste Divers droite conduite par Édouard Courtial
| N° | Candidats | Candidats        | Parti | Nuance | Principales fonctions                                                   |
| -- | --------- | ---------------- | ----- | ------ | ----------------------------------------------------------------------- |
| 1  |           | Édouard Courtial | LR    | LR     | Sénateur sortant                                                        |
| 2  |           | Manoëlle Martin  | LR    | LR     | Vice-présidente du conseil régional, conseillère municipale de Gouvieux |
| 3  |           | Bernard Hellal   | MoDem | MoDem  | Maire de Margny-lès-Compiègne                                           |
| 4  |           | Chanez Herbanne  | HOR   | HOR    | Conseillère régionale                                                   |
|    |           |                  |       |        |                                                                         |
| 5  |           | Jean Cauwel      | LR    | LR     | Conseiller régional, maire de Breteuil                                  |
| 6  |           | Danielle Carlier | LR    | LR     | Conseillère départementale, conseillère municipale d'Attichy            |

### Liste Divers droite conduite par Olivier Paccaud
| N° | Candidats | Candidats             | Parti | Nuance | Principales fonctions                                           |
| -- | --------- | --------------------- | ----- | ------ | --------------------------------------------------------------- |
| 1  |           | Olivier Paccaud       | LR    | LR     | Sénateur sortant, conseiller départemental                      |
| 2  |           | Sylvie Valente-Le Hir | SE    | DVD    | Maire de Tracy-le-Mont                                          |
| 3  |           | Pascal Verbeke        | SE    | DVD    | Conseiller départemental, maire d’Hétomesnil                    |
| 4  |           | Sandrine Connell      | SE    | DVD    | Conseillère départementale, conseillère municipale de Saintines |
|    |           |                       |       |        |                                                                 |
| 5  |           | Christophe Barreau    | SE    | DVD    | Maire de La Corne-en-Vexin                                      |
| 6  |           | Nathalie Ravier       | SE    | DVD    | Maire de Méru                                                   |

### Liste Divers centre conduite par Sophie Reynal
| N° | Candidats | Candidats            | Parti | Nuance | Principales fonctions            |
| -- | --------- | -------------------- | ----- | ------ | -------------------------------- |
| 1  |           | Sophie Reynal        | AC    | DVC    | Conseillère municipale de Senlis |
| 2  |           | Axel Bravo Lerambert | SE    | DVC    | Conseiller municipal de Gouvieux |
| 3  |           | Céline Pouilly       | RE    | RE     |                                  |
| 4  |           | Hafid Baroudi        | SE    | DVC    |                                  |
|    |           |                      |       |        |                                  |
| 5  |           | Kaoutheur Garnier    | RE    | RE     |                                  |
| 6  |           | François Paoli       | SE    | DVC    |                                  |

### Liste Ensemble conduite par Stanislas Barthélémy
| N° | Candidats | Candidats             | Parti | Nuance | Principales fonctions                          |
| -- | --------- | --------------------- | ----- | ------ | ---------------------------------------------- |
| 1  |           | Stanislas Barthélémy  | RE    | RE     | Maire de Longueil-Sainte-Marie                 |
| 2  |           | Carole Bureau-Bonnard | HOR   | HOR    | Conseillère municipale de Noyon                |
| 3  |           | Marc Cagnard          | RE    | RE     | Maire de Croissy-sur-Celle                     |
| 4  |           | Stéphanie Lozano      | RE    | RE     | Ancienne cheffe de cabinet de Marlène Schiappa |
|    |           |                       |       |        |                                                |
| 5  |           | Claude Robert         | SE    | DVC    | Adjoint au maire de Nogent-sur-Oise            |
| 6  |           | Isabelle Korfan Loy   | SE    | DVC    | Conseillère municipale de Gouvieux             |

### Liste Union de la gauche conduite par Alexandre Ouizille
| N° | Candidats | Candidats                    | Parti | Nuance | Principales fonctions                                       |
| -- | --------- | ---------------------------- | ----- | ------ | ----------------------------------------------------------- |
| 1  |           | Alexandre Ouizille           | PS    | SOC    | Conseiller régional, adjoint au maire de Villers-Saint-Paul |
| 2  |           | Catherine Dailly             | PCF   | COM    | Conseillère départementale, adjointe au maire de Montataire |
| 3  |           | Baptiste de Fresse de Monval | EELV  | VEC    | Maire de Margny-sur-Matz                                    |
| 4  |           | Danièle Blas                 | PS    | SOC    | Conseillère municipale de Chambly                           |
|    |           |                              |       |        |                                                             |
| 5  |           | Jean-Paul Douet              | PS    | SOC    | Maire de Montagny-Sainte-Félicité                           |
| 6  |           | Roseline Pinel               | PRG   | RDG    | Présidente du centre social rural de Songeons               |

### Liste La France Insoumise conduite par Marianne Seck
| N° | Candidats | Candidats         | Parti | Nuance | Principales fonctions          |
| -- | --------- | ----------------- | ----- | ------ | ------------------------------ |
| 1  |           | Marianne Seck     | LFI   | FI     | Conseillère régionale          |
| 2  |           | Thierry Balliner  | LFI   | FI     | Adjoint au maire de Liancourt  |
| 3  |           | Sandrine Faugeron | LFI   | FI     | Adjointe au maire de Carlepont |
| 4  |           | Mohamed Assamti   | LFI   | FI     |                                |
|    |           |                   |       |        |                                |
| 5  |           | Annick Prévot     | LFI   | FI     |                                |
| 6  |           | Johann Lentz      | LFI   | FI     |                                |

## Résultats
| Tête de liste                                | Tête de liste            | Liste                                      | Voix  | %     | Sièges | +/-           |
| -------------------------------------------- | ------------------------ | ------------------------------------------ | ----- | ----- | ------ | ------------- |
|                                              | Olivier Paccaud          | Divers droite (LR)                         | 971   | 41,67 | 2      | 1             |
| Notre parti, c’est l'Oise !                  |                          |                                            | 971   | 41,67 | 2      | 1             |
|                                              | Alexandre Ouizille       | Union de la gauche (PS - PCF - EELV - PRG) | 425   | 18,24 | 1      | en stagnation |
| L'Oise a de l'avenir                         |                          |                                            | 425   | 18,24 | 1      | en stagnation |
|                                              | Édouard Courtial         | Divers droite (LR - MoDem - HOR)           | 373   | 16,01 | 1      | 1             |
| Oise au cœur                                 |                          |                                            | 373   | 16,01 | 1      | 1             |
|                                              | Jérôme Bascher           | Les Républicains (UDI)                     | 271   | 11,63 | 0      | Nv.           |
| Ensemble pour agir : 100% Oise               |                          |                                            | 271   | 11,63 | 0      | Nv.           |
|                                              | Mylène Troszczynski      | Rassemblement national                     | 146   | 6,27  | 0      | en stagnation |
| Au service des communes pour défendre l'Oise |                          |                                            | 146   | 6,27  | 0      | en stagnation |
|                                              | Stanislas Barthélémy     | Divers centre (RE - HOR)                   | 74    | 3,18  | 0      | en stagnation |
| La voix d'un maire pour l'Oise               |                          |                                            | 74    | 3,18  | 0      | en stagnation |
|                                              | Marianne Seck            | La France insoumise                        | 36    | 1,55  | 0      | Nv.           |
| Oise Union populaire écologique et sociale   |                          |                                            | 36    | 1,55  | 0      | Nv.           |
|                                              | Sophie Reynal            | Divers centre (AC - RE)                    | 34    | 1,46  | 0      | Nv.           |
| Servir l’Oise                                |                          |                                            | 34    | 1,46  | 0      | Nv.           |
|                                              |                          |                                            |       |       |        |               |
| Suffrages exprimés                           | Suffrages exprimés       | Suffrages exprimés                         | 2 330 | 98,94 |        |               |
| Votes blancs                                 | Votes blancs             | Votes blancs                               | 12    | 0,51  |        |               |
| Votes nuls                                   | Votes nuls               | Votes nuls                                 | 13    | 0,55  |        |               |
| Total                                        | Total                    | Total                                      | 2 355 | 100   | 4      | en stagnation |
| Abstention                                   | Abstention               | Abstention                                 | 28    | 1,17  |        |               |
| Inscrits / participation                     | Inscrits / participation | Inscrits / participation                   | 2 397 | 98,83 |        |               |